# Margarita Georgijewna Wandalkowskaja
Margarita Georgijewna Wandalkowskaja (russisch Маргарита Георгиевна Вандалковская; * 29. Februar 1932 in Winnyzja, Ukrainische SSR) ist eine sowjetisch-russische Historikerin und Hochschullehrerin.

## Leben
Wandalkowskaja studierte an der Lomonossow-Universität Moskau (MGU) in der Historischen Fakultät mit Abschluss 1955.
1956 wurde Wandalkowskaja wissenschaftliche Mitarbeiterin des Instituts für Geschichte der Akademie der Wissenschaften der UdSSR (AN-SSSR, seit 1991 Russische Akademie der Wissenschaften (RAN)). Sie absolvierte die Aspirantur bei Miliza Wassiljewna Netschkina und Iwan Antonowitsch Fedossow. 1969 wurde Wandalkowskaja nach erfolgreicher Verteidigung ihrer Dissertation über den Historiker der russischen revolutionären Bewegung Michail Konstantinowitsch Lemke zur Kandidatin der historischen Wissenschaften promoviert.
Wandalkowskajas Forschungsschwerpunkte wurden die Geschichte des sozialen Denkens, die Geschichte der Geschichtswissenschaft und die Geschichte der russischen Diaspora. Im Hinblick auf die russische Historiografie untersuchte sie das Wirken Alexander Alexandrowitsch Kiesewetters. 1983 wurde sie nach erfolgreicher Verteidigung ihrer Doktor-Dissertation über die Geschichte der Erforschung der russischen revolutionären Bewegung des 19. Jahrhunderts in der Geschichtswissenschaft 1890–1917 zur Doktorin der historischen Wissenschaften promoviert.
Wandalkowskaja hielt an der Russischen Staatlichen Geisteswissenschaftlichen Universität in der Historischen Fakultät Spezialvorlesungen über Probleme der Historiografie.
Im Oktober 2000 hielt sie am Lehrstuhl für russische Zeitgeschichte und Historiografie der Staatlichen Universität Omsk Vorlesungen über die Geschichtswissenschaft der Emigration.
2011 erhielt sie den Makarius-Preis der RAN.
Wandalkowskaja war mit dem Historiker Wiktor Iwanowitsch Buganow (1928–1996) verheiratet. Ihr Sohn ist der Historiker und Ethnograph Alexander Wiktorowitsch Buganow (* 1959).